# Doris punctatissima
Doris punctatissima is een slakkensoort uit de familie van de Dorididae. De wetenschappelijke naam van de soort werd voor het eerst geldig gepubliceerd in 1859 door Mörch.